# Łączki (Przemyśl)
Pour les articles homonymes, voir Łączki.
Łączki est une localité polonaise de la gmina de Dubiecko, située dans le powiat de Przemyśl en voïvodie des Basses-Carpates.